# Liolaemus nigriceps
La lagartija de cabeza negra  (Liolaemus nigriceps) es un pequeño lagarto perteneciente a la familia Liolaemidae, presente en Chile y Argentina.

## Distribución
Desde la región de Antofagasta hasta la región de Atacama, entre los 2000 y 4500 m sobre el nivel del mar.

## Alimentación
Insectívora